# Sięgacz

Znak drogowy D-4a „Droga bez przejazdu” umieszczany przy wjeździe sięgacza

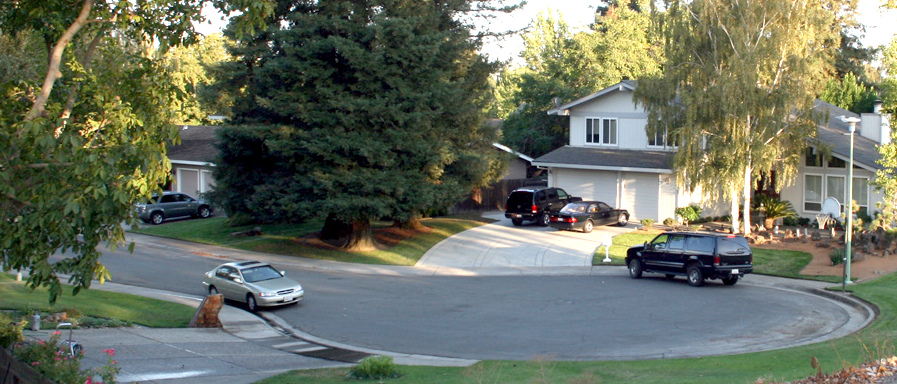
Sięgacz

Sięgacz – ulica mająca jeden wyjazd, zakończona zwykle placem do zawracania, potocznie zwana ślepym zaułkiem lub ślepą ulicą.

## Ruch
Sięgacze stosuje się w celu wyeliminowania ruchu przelotowego w dzielnicach mieszkaniowych. Zwykle długość sięgacza nie powinna przekraczać 200 m, zaś cały przebieg ulicy powinien być widoczny z jej wjazdu. Ulica taka jest często drogą wewnętrzną lub posiada najniższą klasę dla drogi publicznej (D), niekiedy wykonana jest w postaci ciągu pieszo-jezdnego. Stosuje się jednak tzw. megasięgacze o większej długości i wyższej klasie.

## Zagrożenia
Według urbanisty Larrego R. Forda z punktu widzenia planowania osad, sięgacz akcentuje prywatność, sprzyja izolacji pojedynczych rodzin i jest elementem rozłączającym i dezintegrującym życie osiedlowe, stanowiąc symbol negatywnych zjawisk suburbanizacyjnych. Ma charakter swoistego „więzienia dla dzieci” – bezpiecznego, ale ograniczającego kontakty, monotonnego i wykluczającego dzieci z zabawy w innych rejonach osiedla. Dla dzieci bawiących się na sięgaczach ukuto nawet pojęcie „dzieci ślepych ulic”.